# Nicola Spieß
Nicola Spieß, verheiratete Werdenigg (* 29. Juli 1958 in Innsbruck), ist eine ehemalige österreichische Skirennläuferin. Ihre größten Skierfolge feierte sie in der Abfahrt. Sie startete von 1973 bis 1979 im Skiweltcup und erreichte vier Podestplätze.
1975 wurde sie Österreichische Meisterin; bei den Olympischen Winterspielen 1976 belegte sie Rang vier im Abfahrtslauf.
Nicola Werdenigg (-Spieß) ist Vorstand des von ihr im Jänner 2018 mitbegründeten gemeinnützigen Vereins #WeTogether zur Prävention von Machtmissbrauch im Sport. Bis Sommer 2018 betrieb sie eine Online-Kommunikationsagentur. Sie gibt das Skimagazin Kunstpiste heraus, veranstaltet Skiworkshops, bietet Bewegungs-Coaching an und bloggt in diversen Medien.

## Biografie
Als Tochter von Ernst Spieß und Erika Mahringer kam Nicola Spieß, ebenso wie ihr Bruder Uli Spieß, schon früh zum Skisport.
Bereits als 14-Jährige wurde sie in den Nationalkader des Österreichischen Skiverbandes aufgenommen und bestritt am 16. Jänner 1973 ihr erstes Weltcuprennen. Am 4. Jänner 1975 gewann die damals 16-Jährige mit Platz acht im Slalom von Garmisch-Partenkirchen ihre ersten Weltcuppunkte.
Zwei weitere Top-Ten-Ergebnisse gelangen ihr in der Abfahrt des Goldschlüsselrennens von Schruns und im Riesenslalom von Sarajevo. Im selben Winter wurde sie auch Österreichische Meisterin in der Abfahrt.

### Olympische Winterspiele 1976
In der Saison 1975/76 konnte Spieß erstmals ein Weltcuprennen auf dem Podest beenden. In der ersten Abfahrt von Meiringen-Hasliberg belegte sie hinter ihrer Teamkollegin Brigitte Totschnig den zweiten Platz, am nächsten Tag kam sie in der zweiten Abfahrt auf Rang drei.
Nach diesen guten Leistungen konnte die Tirolerin auch bei den Olympischen Winterspielen 1976 in Innsbruck teilnehmen. Bei der Olympiaabfahrt in der Axamer Lizum verfehlte sie nur knapp das Podest und wurde Vierte.
Im Slalom am 11. Februar hatte sie mit Start-Nr. 35 nach dem ersten Lauf Rang 24 belegt, war jedoch erkrankt angetreten, weshalb sie auf einen Start im zweiten Durchgang verzichtete.
Im Abfahrtsweltcup erreichte sie zu Saisonende den dritten Platz, der ebenso wie der zwölften Rang im Gesamtweltcup ihr bestes Karriereergebnis darstellt.
Im Dezember 1976 fuhr Spieß in den beiden Abfahrten von Zell am See erneut auf das Podest und kam mit vier weiteren Top-Ten-Ergebnissen in der Saison 1976/77 auf den sechsten Rang in der Abfahrtswertung. Nach ihrer Matura am Skigymnasium Stams 1977 begann sie ein Studium der Sportwissenschaften an der Universität Innsbruck. Dadurch erreichte sie in den nächsten beiden Jahren nicht mehr ihre früheren Resultate und fuhr nur jeweils einmal in die Punkteränge.
Aufgrund ihrer Teilnahme an den Akademischen Meisterschaften 1979 (sie hätte eigentlich in einem Europacuprennen starten sollen) wurde sie vom ÖSV für drei Monate gesperrt. Diese Sperre wurde nachträglich am Saisonende revidiert, jedoch verlor sie wichtige Punkte.

### Karriereende 1981
Der Wechsel zu einer anderen Nation wurde ihr vom ÖSV nicht ermöglicht, und schließlich beendete sie 1981 ihre Karriere.
Als Diplom-Skilehrerin und Skiführerin hat sie in ihrer Skischule eigene Unterrichtsmethoden nach bioenergetischen Konzepten entwickelt. Sie gilt als Carving-Pionierin. Gemeinsam mit ihrem Mann Erwin Werdenigg hatte sie 2004 in Wien die Skifirma „edelwiser“ gegründet, die 2007 mit dem Österreichischen Staatspreis für Multimedia & e-Business ausgezeichnet wurde.
Nicola Werdenigg kandidierte bei der Nationalratswahl in Österreich 2017 für die Liste Peter Pilz. Im März 2023 trat sie im Zuge der SPÖ-Mitgliederbefragung 2023 in die SPÖ ein.

### Missbrauchsvorwürfe 2017
Nicola Werdenigg berichtete nach dem Weinstein-Skandal und der Outing-Initiative #MeToo in einem Interview in der Zeitung Der Standard vom 20. November 2017 von weit verbreiteter sexualisierter Gewalt und von systematischem Machtmissbrauch im Bereich des österreichischen Skisportbetriebs während ihrer aktiven Zeit durch „Trainer, Betreuer, Kollegen und Serviceleute“ gegen und gegenüber Frauen.
Sie selbst sei als 16-Jährige durch einen Mannschaftskollegen und einen anderen Mann vergewaltigt worden und habe wie zahlreiche andere Rennläuferinnen jahrelang an Bulimie gelitten. Aus Scham hätte sie darüber geschwiegen. Sie habe mit den Vorfällen abgeschlossen, müsse aber über das Erlebte sprechen, um „jungen Menschen Kraft zu geben, sich im Fall der Fälle mitzuteilen“.
Mit Referenz auf Werdenigg berichtete die ehemalige britische Skisportlerin und nunmehrige Sportjournalistin Helen Scott-Smith (* 1958) im Standard vom 7. Dezember 2017, im Jahr 1993 von einem österreichischen Skitrainer in Aspen vergewaltigt worden zu sein, und sagte: „Viele [Frauen] haben weit mehr durchgemacht als ich.“ 
Im Dezember 2018 wurden die Aussagen von Werdenigg und weiterer Missbrauchsopfer durch eine Tiroler Expertenkommission bestätigt.
Die Ereignisse wurden im Herbst 2022 von Antonin Svoboda unter dem Titel Persona Non Grata mit Gerti Drassl als Nicola Werdenigg und Maya Unger als deren Tochter verfilmt. Die Filmpremiere war am 24. Jänner 2024 im Wiener Gartenbaukino.

### Privates
Nicola Spieß heiratete 1984 Erwin Werdenigg und bekam von 1985 bis 1989 drei Kinder – einen Sohn und zwei Töchter. Ihr Mann verstarb 2016. Sie lebt mit ihrer Familie in Wien.

## Sportliche Erfolge

### Olympische Winterspiele
- Innsbruck 1976: 4. Abfahrt

### Weltmeisterschaften
- Innsbruck 1976 : 4. Abfahrt

### Weltcup
- 3. Platz im Abfahrtsweltcup 1975/76
- 4 Podestplätze

### Nationale Meisterschaften
- Österreichische Staatsmeisterin in der Abfahrt 1975
- Österreichische Akademische Meisterin in der Abfahrt 1979

## Publikationen
- 2018: Ski, Macht, Spiele, Leykam, Graz 2018, ISBN 978-3-7011-8091-2.

## Auszeichnungen
- 2007: Staatspreis Multimedia und e-Business[15]
- 2018: Österreichischer-Frauenring-Preis[16]
- 2019: Ute-Bock-Preis für Zivilcourage[17]